# 池坊お茶の水学院
池坊お茶の水学院（いけのぼうおちゃのみずがくいん、略称：池茶）は、東京都千代田区神田に本部を置く、華道池坊の各種学校であったが、2013年3月末日をもって閉校した。

## 沿革
- 1960年4月設置。
- 2013年3月末日で閉校。

## 所在地
東京都千代田区神田駿河台2-3